# مردم جغتایی

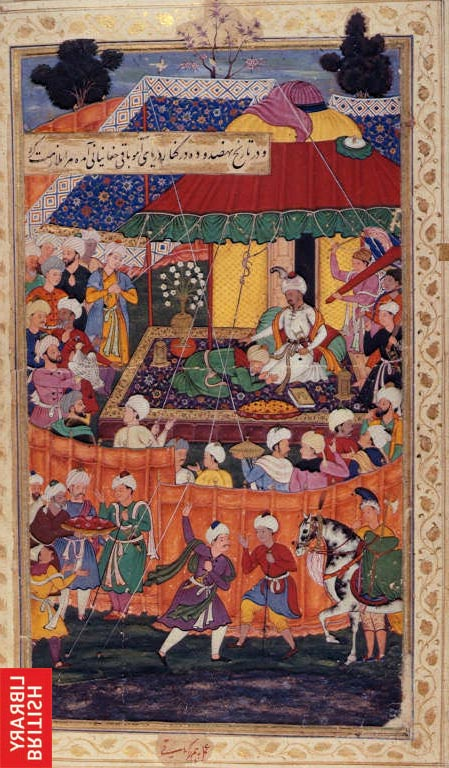

جغتایی (همچنین تاجیک جغتایی) یکی از مردمان تاجیک در ازبکستان است. جغتایی‌ها در ولایت سرخان‌دریا در جنوب شرق ازبکستان و در جنوب تاجیکستان زندگی می‌کنند. نفوس آنها در سال‌های ۱۹۲۴–۱۹۲۵ (میلادی) حدود ۶۳٬۵۰۰ نفر بودند. جغتایی‌ها همراه با خردوری‌ها از گروه‌های قوم تاجیک استند که دارای هویت متمایز می‌باشند. منشأ این مردم ناشناخته است گرچه نام این قوم از منشأ مغولی جغتای خان پسر چنگیز خان است.

## زبان
زبان این مردم ترکی خراسانی می‌باشد